# Oder-Spreekanaal

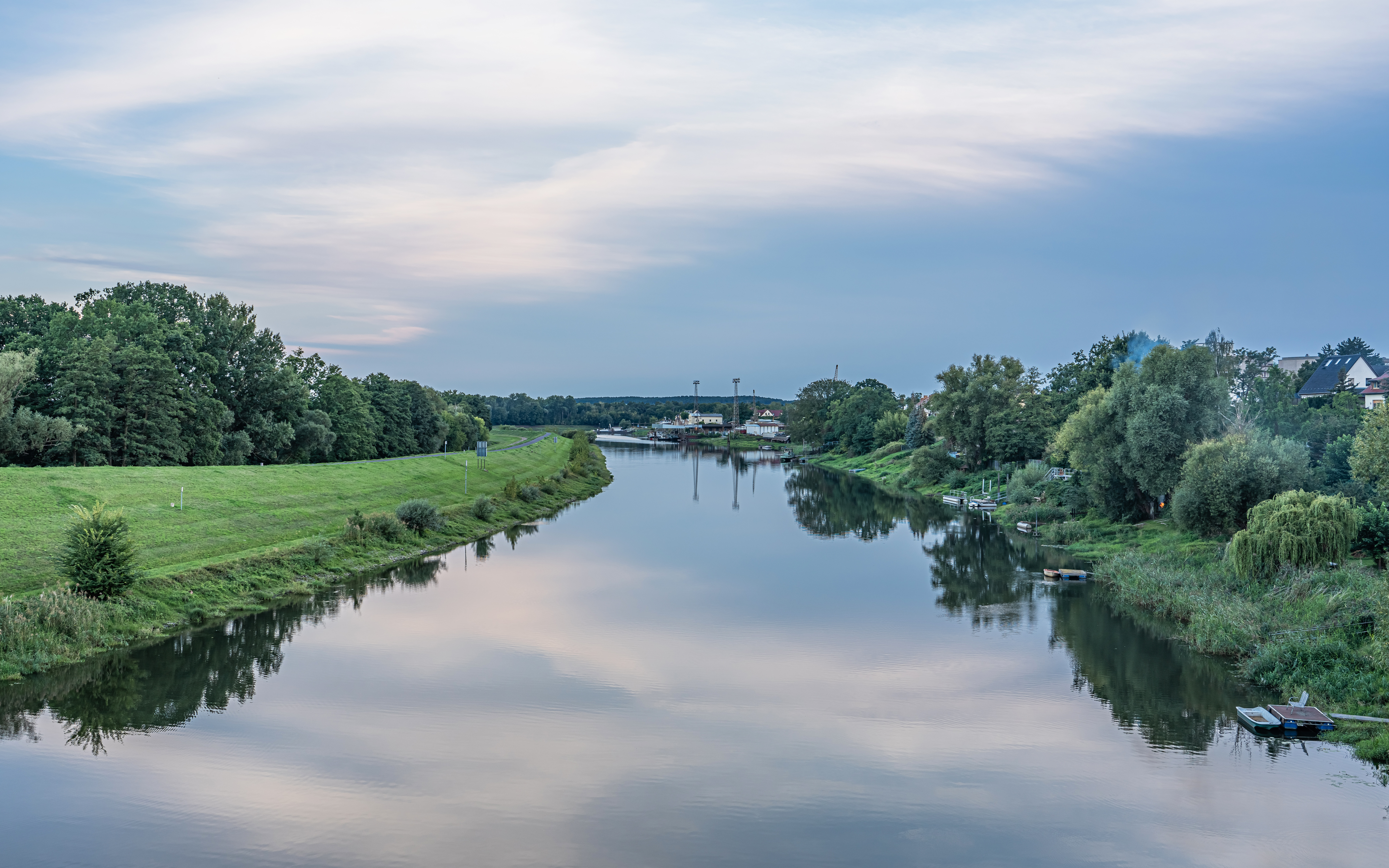
Het Oder-Spreekanaal bij Eisenhüttenstadt

Het Oder-Spreekanaal (Duits: Oder-Spree-Kanal) is een hoofdzakelijk in de Duitse deelstaat Brandenburg gelegen kanaal dat uit twee gedeelten bestaat. Het circa 24 kilometer lange westelijke traject verbindt de Dahme via de Seddinsee bij Berlin-Schmöckwitz met de Spree, 4 kilometer ten westen van Fürstenwalde. Het circa 41 kilometer lange oostelijke traject van het Oder-Spreekanaal takt 20 kilometer verderop af aan de rechterzijde van de Spree. Dit pand vormt een verbinding met de Oder, waarin het bij Eisenhüttenstadt uitmondt.

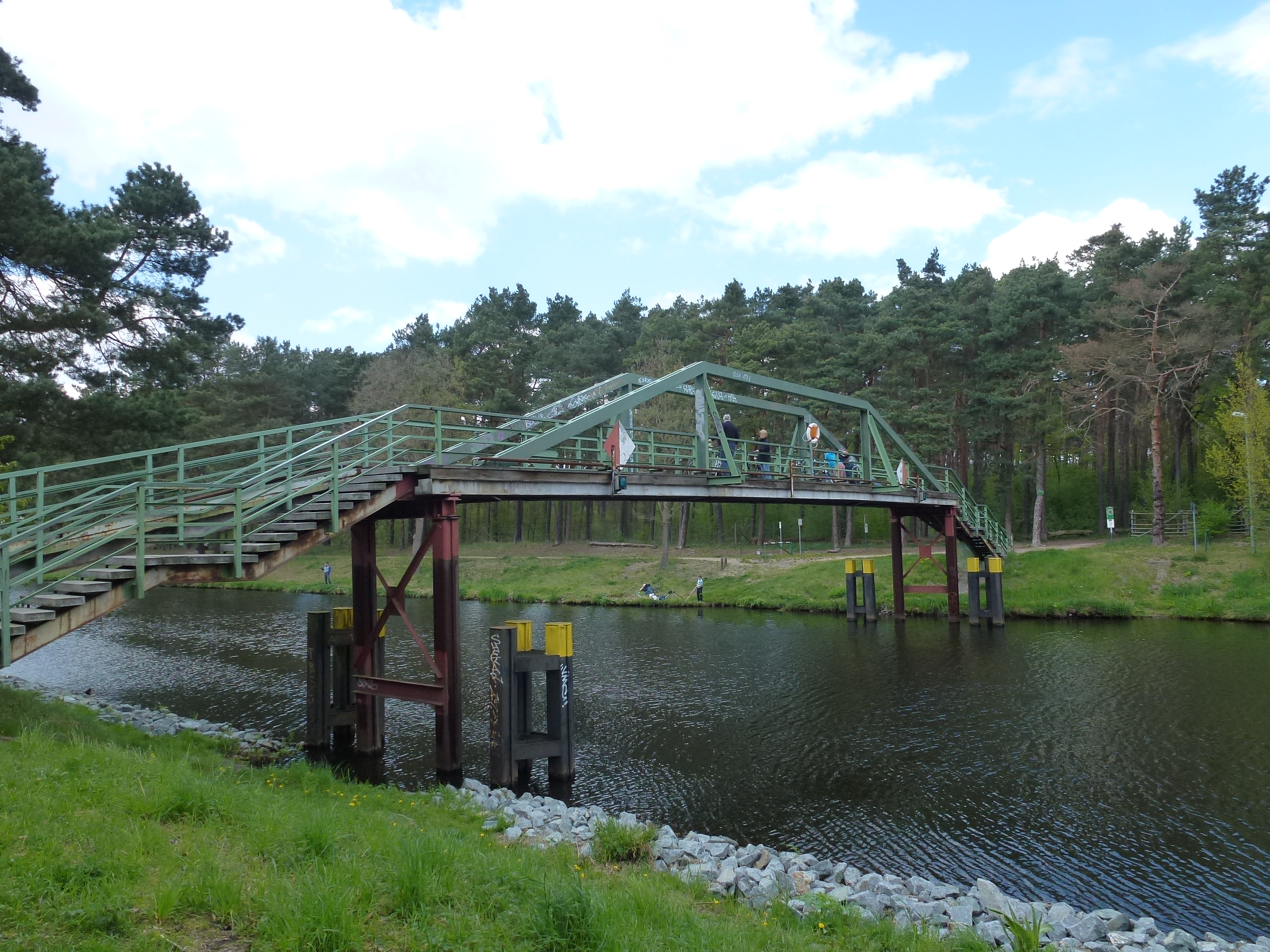
Brug over het Oder-Spreekanaal bij Berlin-Schmöckwitz

## Geschiedenis
Omdat eind 19e eeuw ondanks de opkomst van de spoorlijn de binnenvaart in Duitsland groeide, besloot de Pruisische regering in 1886 tot aanleg van het Oder-Spreekanaal. Na een bouwtijd van 5 jaar werd het kanaal in 1891 opengesteld.
Voor de voortbeweging van de vaartuigen werd aanvankelijk een spoorbaan gebruikt met 900 mm spoorwijdte, waarover een tweeassige stoomlocomotief reed die de vaartuigen met een snelheid van 7 kilometer per uur voorttrok. Met deze manier van aandrijving kon echter geen rendabele exploitatie bereikt worden. Daarom werd alsnog gekozen voor voortbeweging per sleepboot.
Doordat de scheepvaartintensiteiten alle verwachtingen overtroffen, werd reeds in 1895-1897 het kanaal op een aantal plaatsen verbreed om voorbijvaren mogelijk te maken. Grotere scheepsafmetingen noopten tot en met de Eerste Wereldoorlog tot de bouw van een tweede sluis bij Wernsdorf (Königs Wusterhausen), Große Tränke, Kersdorf, Fürstenberg (Oder) en Fürstenwalde. Ook werd het kanaal nogmaals verbreed.
Tijdens het interbellum werd het scheepvaartverkeer dusdanig druk dat er lange wachttijden ontstonden bij de sluizen. De woonplaatsen bij de sluizen beleefden een economische opleving doordat schippers soms een week lang moesten wachten. Tussen 1925 en 1929 werd in Fürstenberg (Oder) de drietraps-sluis vervangen door de zogenoemde Zwillingsschachtschleuse. Voorts werd tussen 1940 en 1943 een insteekhaven aangelegd, de huidige Haven Eisenhüttenstadt.

## Recente ontwikkelingen
In 2006 is de Sluis Wernsdorf vergroot om tegemoet te komen aan toenemende scheepsafmetingen.
In 2009 werd aangevangen met de bouw van de noordelijke schutkolk van Sluis Kersdorf, die op 5 september 2013 in gebruik genomen werd. Er bestaat eveneens de regionale ambitie om Sluis Fürstenwalde te vergroten, maar het is nog onzeker of dit project doorgang vindt.